# Uvaria furfuracea
Uvaria furfuracea là loài thực vật có hoa thuộc họ Na. Loài này được (A. DC.) Baill. miêu tả khoa học đầu tiên năm 1882.